# Politiezone Brugge
De politiezone Brugge (zonenummer 5444) maakt deel uit van de geïntegreerde politie en is actief op het volledige grondgebied van de stad Brugge. De zone ligt in het gerechtelijk arrondissement Brugge. Het Brugse politiekorps is het grootste van West-Vlaanderen en telt om en bij de 470 medewerkers. Het hoofdcommissariaat bevindt zich aan de Lodewijk Coiseaukaai 3, nabij de Brugse binnenhaven.
De zone wordt sinds juli 2023 geleid door korpschef en hoofdcommissaris Yves Rotty.

## Regio's
De zone is onderverdeeld in vier deelgemeenteoverschrijdende regio's, waartoe meerdere wijken behoren.
- Regio Oost
  - Maria Assumpta
  - Sint-Katarina
  - Sint-Kristoffel
  - Steenbrugge
  - Ver-Assebroek
  - Brieversweg-De Linde
  - Dampoortkwartier
  - Maalse Steenweg
  - Malehoek
  - Veltem-De Mote

- Regio Centrum
  - West-Brugge
  - Centrum-Markt
  - Kristus-Koning
  - Langestraat / Magdalena
  - Onze-Lieve-Vrouw
  - Sint-Anna
  - Sint-Gillis
  - Sint-Walburga

- Regio West
  - Hermitage / Willibrord
  - Hoge Express
  - Olympia
  - Koude Keuken
  - Sanderkwartier
  - Kerkebeek
  - Stokvelde
  - Tillegem

- Regio Noord
  - Dudzele / Koolkerke
  - Sint-Jozef / Koolkerke
  - Sint-Pieters
  - Zeebrugge-dorp
  - Lissewege / Zwankendamme
  - Strandwijk